# Mladen Naletilić
Mladen Naletilić Tuta (Široki Brijeg, 1. prosinca 1946. – Mostar, 17. prosinca 2021.) bio je hrvatski politički emigrant, osnivač Kažnjeničke bojne, specijalne postrojbe Hrvatskog vijeća obrane i osuđeni ratni zločinac.
Tuta je rođen u Širokom Brijegu, a 1968. je, nakon što se Služba državne sigurnosti zainteresirala za njega, otišao u Njemačku. U Njemačkoj se bavio kockarnicama i političkom aktivnošću kao član emigrantske organizacije Ujedinjeni Hrvati Njemačke, poznate po svojim radikalnim stajalištima. Surađivao je s njemačkom tajnom službom BND-om i bugarskom tajnom službom KDS-om kako bi se zaštitio od jugoslavenskih službi.
Nakon demokratizacije Hrvatske, Tuta se vratio u Zagreb 1990., gdje je uz odobrenje političkog vrha osnovao Kažnjeničku bojnu kao postrojbu za posebne namjene. U Domovinskom ratu je isprva ratovao na području Hrvatske, no početkom rata u BiH krajem 1991., premješta djelovanje Kažnjeničke bojne na područje BiH. Sudjelovao je u Operaciji Lipanjske zore, gdje su njegovi kažnjenici dali veliki doprinos oslobađanju Mostara i drugih zapadnohercegovačkih krajeva od VRS-a i JNA.
Po izbijanju Bošnjačko-hrvatskog sukoba 1992., njegova Kažnjenička bojna sudjelovala je u borbama protiv Armije RBiH na području Mostara, Jablanice i Prozora-Rame. U vrijeme sukoba, Tutina postrojba bila je upletena u nekoliko ratnih zločina. Protivio se sklapanju mira s Muslimanima i potpisivanju Washingtonskog sporazuma, a istovremeno je zagovarao protezanje granica Herceg-Bosne na one od Banovine Hrvatske iz 1939. Nakon ukidanja Herceg-Bosne, optužio je hrvatsko i hercegbosansko političko vodstvo za izdaju.
Doprinos Kažnjeničke bojne je bio nemjerljiv u Domovinskom ratu, o tome govori činjenica da su sudjelovali na gotovo svim bojišnicama Bosne i Hercegovine, početkom 1991. i na prostoru Republike Hrvatske.
Poznati su po tome što su bili odlični borci,vraćali su linije kad je trebalo te je dobar dio njih dalo život u obrani hrvatskog naroda u BiH i Hrvatskoj.
Nakon rata živio je u Zagrebu, no 1997. bio je uhićen zbog kaznenih djela otmice, počinjenih 1993. nad Robertom Nosićem i 1995. nad Damirom Brekalom. Međutim, iduće godine ICTY podigao je optužnicu protiv Tute optuživši ga za zločine protiv čovječnosti, kršenje Ženevskih konvencija i pravila i običaja ratovanja. Izručen je u Haag 2000., a 2003. osuđen je na 20 godina zatvora zajedno sa zamjenikom Vinkom Martinovićem Štelom. Zatvorsku kaznu je služio u Nizozemskoj, a od 2008. u Italiji.
Nakon odslužene dvije trećine kazne, prijevremeno je oslobođen izdržavanja kazne i deportiran je natrag u Zagreb, gdje mu se sudi zbog otmice Damira Brekala, jer postupak nije bio okončan.

## Mladost i iseljeništvo
Naletilić je rođen u obitelji Mate i Slavke u Širokom Brijegu. U rodnom gradu pohađao je osnovnu školu i gimnaziju, no završio je samo dva razreda, dok je svjedodžbe za preostala dva razreda krivotvorio i upisao fakultet na Sveučilištu u Sarajevu. Vrlo brzo je došao na metu SDS-a, pa je 1968. emigrirao u Njemačku. U Njemačkoj je završio menadžersku školu, no bavio se kockarnicama koje je otvarao po Njemačkoj, Nizozemskoj i Belgiji. U Njemačkoj je Naletilić bio pripadnik emigrantske organizacije Ujedinjeni Hrvati Njemačke, koja je podrazumijevala rušenje Jugoslavije uporabom oružja. Tuta je bio i u ljubavnoj vezi s njemačkom komunističkom teroristicom Brigitte Heinrich. Prema tvrdnjama Veselina Marinova, Tutinog tjelohranitelja, Tuta je surađivao s njemačkom, BND-om, i bugarskom tajnom službom, KDS-om, s ciljem da se zaštiti od jugoslavenskih službi.

## Rat
Tuti je povratak u Hrvatsku omogućio Vice Vukojević koji mu je uručio hrvatsku putovnicu 1990., nakon čega se Tuta s djecom vratio u Hrvatsku. Odmah početkom Domovinskog rata Tuta se uključio u borbe. U lipnju 1991. osnovao Kaženjeničku bojnu koja je imala cilj da sabotira neprijatelja i infiltrira neprijateljske redove. Stvaranje postrojbe odobrio je predsjednik Franjo Tuđman. Nakon što se vratio u rodni Široki Brijeg, Tuta je stekao veliku popularnost među mještanima. U Širokom Brijegu je bio donator brojnim vjerskim i športskim događajima u vrijeme dok je bio u iseljeništvu i poslije. Po izbijanju rata u BiH krajem 1991., Kažnjenička bojna svoje područje djelovanja preselila u Hercegovinu, smjestivši se u Širokom Brijegu. U Kažnjeničkoj bojni nisu bili samo Hrvati nego i razni dobrovoljci iz drugih zemalja; Nijemci, Englezi, Francuzi, Paragvajci i Argentinci, među njima i neki koje je tražio Interpol. Kažnjenička bojna ubrzo je stekla popularnost i odigrala je važnu ulogu pri oslobađanju Mostara i odbacivanju srpske vojske u operaciji Lipanjske zore. U borbama na Veležu, Tuta je bio ranjen drugi put u eksploziji granate. U glavi mu je ostao geler koji mu je prouzročio trajne posljedice. Nakon što je izbačena srpska vojska iz Mostara, Tuta je uživao kult ličnosti, a mnogi su ga opisali i kao legendu. U vrijeme Bošnjačko-hrvatskog sukoba, bojna je sudjelovala i u borbama protiv Armije Republike Bosne i Hercegovine.
Bio je blizak prijatelj ministra obrane Republike Hrvatske, Gojka Šuška, a surađivao je i s Matom Bobanom, predsjednikom Hrvatske Republike Herceg-Bosne. Tuta nikada nije postao član HDZ-a BiH niti je sudjelovao u vlasti Herceg-Bosne, no stekao je velik utjecaj unutar hrvatskog pučanstva u Hercegovini. U jesen 1992. zbog narušenog zdravlja Tuta je napustio Kažnjeničku bojnu, a vodstvo postrojbe preuzeo je Ivan Andabak.
Početkom 1993. Naletilić u Kažnjeničku bojnu prima Juku Prazinu, dotada jednog od organizatora obrane Sarajeva. Po izbijanju hrvatsko-bošnjačkog sukoba, Kažnjenička bojna se angažirala u borbama protiv Armije BiH kod Jablanice, u Doljanima, Vakuf,te u Prozor-Rami.
U studenom 1993. Naletilić je ušao u sukob s generalom HVO-a Slobodanom Praljkom što je rezultiralo Praljkovom smjenom s položaja načelnika Glavnog stožera HVO-a. Isti mjesec Naletilić i njegovi ljudi su u Ljubuškom oteli iz vojnog zatvora u Ljubuškom Roberta Nosića, vojnika HVO-a i bivšeg pripadnika HOS-a koji je u svađi ranio jednog vojnika Kažnjeničke bojne.
Tuta se 1994. protivio uspostavljanju primirja između HVO-a i ARBiH te potpisivanju Washingtonskog sporazuma kojim je ukinuta Hrvatska Republika Herceg-Bosna. Zbog toga je javno optužio Gojka Šuška i hrvatskog predsjednika Franju Tuđmana za nacionalnu izdaju. Tuta je bio pristaša hrvatskih granica iz vremena Banovine Hrvatske od 1939. Na Saboru UHDDR-a Herceg-Bosne 1995., zbog nezadovoljstva čelnim ljudima koji su bili u Vladi Herceg-Bosne, nazvao ih je "sedmoricom sekretara SKOJ-a". Oštro je kritizirao Krešimira Zubaka, Jadranka Prlića i Vladimira Šoljića.

## Poslije rata
Miroslav Tuđman, ravnatelj Hrvatske izvještajne službe je 1996. pokrenuo Operaciju Barakuda radi suzbijanja kriminala unutar vojske. U sklopu te operacije Tuta je bio uhićen u akciji specijalaca 24. veljače 1997. na granici Hrvatske i BiH. Tutino uhićenje zajedno s Vinkom Marinkovićem Štelom smtrano je krunskom akcijom Tuđmanove operacije. Zagrebačko Županijsko državno odvjetništvo podiglo je optužnicu protiv Tute 20. kolovoza 1997., na temelju kaznene prijave PU Zagrebačke. Tužiteljstvo ga je teretilo za otmicu Roberta Nosića, bivšeg pripadnika HOS-a, kojeg su vojnici Kažnjeničke bojne odveli iz vojnog istražnog zatvora u Ljubuškom 1993. zbog ubojstva jednog vojnika Kažnjeničke bojne, te za otmicu Damira Brekala, vojnika HVO-a iz Širokog Brijega. Mnogi su spekulirali da je Tuta u stvari uhićen kako bi se mogao izručiti Međunarodnom sudu za bivšu Jugoslaviju (ICTY) koje je tada već bilo završilo optužnicu protiv Tute.
Nakon uhićenja, u Širokom Brijegu pojavili su se plakati podrške Tuti, a mnogi svjedoci odbili su se odazvati sudskim pozivima. Kako bi ishodili njegovo puštanje, Tutini branitelji su nudili jamčevinu od milijun Deutschmaraka, no bez uspjeha. Po uhićenju je proveo dvije godine u zatvoru u Remetincu. U Mostaru je u lipnju 1999. održana humanitarna dražba umjetnina za financiranje obrane Hrvata kojima se sudilo pred Međunarodnim sudom za bivšu Jugoslaviju (ICTY). Na dražbi se prodavao i Tutin portret kojeg je za 183 000 DEM kupio njeogov školski kolega i suborac, širokobriješki poduzetnik Zvonko Slišković. Portret je naslikao akademski slikar Hamo Ibrulj, a Slišković je portret poklonio Tutinim sinovima. Međutim, odvjetnici hrvatskih optuženika u Haagu negirali su da su ikada dobili novac od aukcija, te da su aukcije dovele do propitivanja imovinskog položaja branitelja, čime je pod rizik dovedeno financiranje njihovih odvjetnika od stran suda.

## Suđenje u Haagu

### Izručenje
Optužnicu protiv ICTY je podigao 1. prosinca 1998. Kada je ICTY podigao optužnicu protiv Tute i Štele optuživši ih da su počinili zločine protiv čovječnosti, teške povrjede Ženevskih konvencija i kršenja ratnih zakona i običaja, Tuta je ponovno dobio podršku širom Hercegovine. Mostar, Prozor i drugi zapadnohercegovački gradovi osvanuli su u plakatima u kojima se od predsjednika Tuđmana tražilo da Tutu ne izručuje u Haag. ICTY je od Hrvatske u srpnju 1999. zatražio dostavljanje dokumenata o Tuti i Vinku Martinoviću Šteli, kada je Hrvatska pokrenula i postupak njihovog izručenja. Ministar pravosuđa Zvonimir Šeparović je međutim negirao mogućnost izručenja prije nego što se Tuti i Šteli završe postupci pred hrvatskim sudovima.
Zbog srčanih problema, Naletilić je uz jako osiguranje 14. listopada 1999. smješten na kardiovaskularni odjel KBC-a Rebro. Vrhovni sud je dan poslije dopustio njegovo izručenje Haagu. Međutim, rješenje ministra Šeparovića o Tutinom izručenju u Haagu ukinuto je 16. listopada zbog Tutinog lošeg zdravstvenog stanja, čime je postupak izručenja bio odgođen do daljnjeg. Tutin odvjetnik Krešimir Krsnik je 18. listopada podnio tužbu Ustavnom sudu zbog navodnog kršenja ljudskih prava u Tutinom slučaju. Idući dan podnio je tužbu i Europskom sudu za ljudska prava protiv Hrvatske, zbog navodnog kršenja ljudskih prava u Tutinom slučaju kako nije bilo omogućeno "fer i konkretno suđenje", međutim njegova tužba je bila odbijena. Krsnik je ICTY prozvao nezakonitim sudom uspostavljenim zbog "volje velikih sila". Idući dan, Ustavni sud je po hitnom postupku, kako je i Krsnik zahtijevao, odbacio tužbu s deset glasova protiv i jednim suzdržanim glasom Vice Vukojevića. Navodno propadanje dogovora Račanova je vlada koristila kao razlog izručenja.
Pitanje Tutinog izručenja odvijalo se u situaciji velikih demonstracija protiv Međunarodnog suda u Haagu koji su izbili nakon drakonske osuđujuće presude generalu Tihomiru Blaškiću u istom mjesecu. Ipak, Ministarstvo pravosuđa je 21. ožujka 2000. donijelo odluku o Tutinom izručenju. Tutin odvjetnik Krešimir Krsnik je odmah po saznanju da će Tuta biti izručen uputio ustavnu tužbu. No, Tuta je ipak u strogoj tajnosti uz pratnju osiguranja i specijalne policije iz bolnice prevezen u zračnu luku Pleso gdje je posebnim zrakoplovom UN-a izručen sudu u Haagu. Krsnik je kritizitao izručenje prije odluke Ustavnog suda, međutim ministar pravosuđa Stjepan Ivanišević je rekao da je odluka Ustavnog suda bespotrebna jer su ranije bili iskorišteni svi pravni lijekovi. Navodno je Vlada Ivice Račana bila dogovorila s ICTY-em da se Tuti sudi u Zagrebu, a da se Blaškićev žalbeni postupak čeka u Hrvatskoj, no da su cijeli dogovor pokvarile demonstracije, međutim, glasnogovornik Haaškog suda Jim Landale je rekao da ICTY takvu mogućnost nikada nije razmatrao. Tuta je bio jedini optuženik Haškog suda kojega je izručila Račanova vlada.

### Suđenje
U Haagu je, zajedno sa Štelom, bio optužen za razaranje muslimanskih kuća u Doljanima, prisilno preseljavanje muslimana iz Sovića i Doljana, prisiljavanje ratnih zarobljenika na rad i pljačku muslimanskih kuća u Mostaru. Kako mu je sud u Zagrebu sudio zbog ratnih zločina otmice Roberta Nosića i otmice Damira Brekala, prije nego što je ICTY podigao optužnicu, ICTY je preuzeo i te slučajeve. Haaški sud ih je teretio za zapovjednu i osobnu odgovornost. Nadalje, sud ih je teretio da su bili dio navodnog projekta pripajanja Hrvatske Republike Herceg-Bosne Hrvatskoj kojeg je vodio predsjednik Tuđman. Prvo ročište održano je 10. rujna 2001., a glavni tužitelj u postupku bio je Kenneth Scott. Predsjedatelj sudskog vijeća bio je Kinez Liu Dakun.
Završne riječi u postupku protiv Tute i Štele izrečene su 28. listopada 2002. Tužiteljstvo je za Tutu tražilo 35, a za Štelu 25 godina zatvora zbog zločina, počinjenih po zapovjednoj i osobnoj odgovornosti, protiv čovječnosti, teških kršenja Ženevskih konvencija i povrede ratnog prava i običaja počinjene na području Mostara i Jablanice 1993. Nadalje, Tužiteljstvo je cijeli slučaj stavilo u kontekst međunarodnog sukoba, odnosno agresije Hrvatske na BiH, s krajnjim ciljem pripajanja Herceg-Bosne Hrvatskoj. Završne riječi obrane izrečene su dan poslije, a branitelji obojice optuženih tražili su njihovo oslobađanje. Branitelji su kao razloge za oslobađanje naveli "nejasnoću optužnice" i "nevjerodostojnost svjedoka". Obrana je također odbacila tezu o "međunarodnom sukobu", uz argument da je pripadnika HV-a u BiH bilo oko 1400, što je na razini brigade i to nikada na jednom mjestu, već raspoređenih primarno u logistici i "tamo gdje je bilo kritično". Također, obrana je prigovorila da nedostaje element agresije – volja za međusobnim ratovanjem.
Pred izricanje presude u ožujku 2000. dogodio se obrat. Tada je Tužiteljstvo dostavilo Tutinim i Štelinim braniteljima dokumente s oslobađajućim dokazima. Te dokaze Tužiteljstvo je posjedovalo od 1996., te unatoč tome nije provelo istragu niti obrani predočilo dokumente; Sud je, naime, dokumente proglasio tajnima. Ovakav odnos Tužiteljstva pokazivao je nepravičnost i nedostljednost ICTY-a. Međutim, Tužiteljstvo se pravdalo time da nije ocijenilo karakter dokaza kao oslobađajući, pa se nisu smatrali dužnima predati dokumente obrani. Tutin odvjetnik Krsnik je 20. ožujka tražio dodatno razmatranje tih dokumenata, pa je izricanje presude, koje je bilo zakazano 23. ožujka, bilo odgođeno do daljnjeg. Tutina i Štelina obrana iščekivala poništenje suđenja, međutim, Sud je utvrdio da dokumenti nemaju takav karakter koji bi uvjetovali ponavljanje postupka.
Prvostupanjsko vijeće je, međutim, 31. ožujka 2003. Tutu osudilo na 20, a Štelu na 18 godina zatvora. Tuta je bio osuđen zbog progona muslimanskih civila na području Mostara i Jablanice, za mučenje, prisilni rad zatočenika, nezakonito premještanje stanovništva, bezrazložna razaranja i pljačku u razdoblju od travnja 1993. do siječnja 1994. Oslobođen je krivnje za devet točaka optužnice, uključujući i ubojstva. Štela je bio osuđen po devet točaka za progon, ubojstva, nehumane postupke i pljačku a oslobođen po osam točaka. Sud je prihvatio tezu Tužiteljstva o agresiji Hrvatske na Bosnu i Hercegovinu, odnosno o međunarodnom sukobu, proglasivši Herceg-Bosnu projektom pripajanja dijela BiH Hrvatskoj.

### Žalba na presudu
Branitelji Tute i Štele su 29. travnja 2003. najavili žaljenje na presudu, a to isto napravio je i tužitelj 1. svibnja. Tutini i Štelini branilji u žalbi su zatražili oslobađanje obojice osuđenih. Tutin odvjednik Matt Henessy je na početku dvodnevne žalbene rasprave, koja je počela 17. listopada 2005., najavio da će za Tutu tražiti smanjenje kazne s 20 na najviše osam godina zatvora "zbog neusklađenosti s dosadašnjom praksom ICTY-e te niza činjeničnih i pravnih grešaka u presudi". Tužitelj je s druge strane tražio potvrdu ranije kazne. Predsjedatej Žalbenog vijeća bio je Talijan Fausto Pocar. Dan poslije, na završetku rasprave, Tuta i Štela zanijekali su krivnju. Žalbeno vijeće je 3. svibnja 2006. potvrdilo kazne Tuti i Šteli. Uvažene su neke žalbene osnove, no one nisu utjecale na smanjenje kazne. Pokušaj obrane da obori tezu agresije Hrvatsku na BiH Žalbeno vijeće je dobacilo.
Nakon što je osuđen, Tuta je zatvorsku kaznu izdržavao u Scheveningenu, no 25. travnja 2008. bio je premješten u talijanski zatvor u Padovi. Nakon Padove, kaznu je izdržavao u rimskom zatvoru Rebibbia. Tuti je u zatvorsku kaznu uračunano i vrijeme koje je proveo u hrvatskom pritvoru, pa se službeno smatralo da je kaznu počeo služiti 1. prosinca 1998., kada je Haag podigao optužnicu. Prema pravilima ICTY-a, osuđenici su se mogli osloboditi nakon odslužene dvije trećine zatvorske kazne. Međutim, u Italiji postoji običaj da sami zatvori zbog dobrog vladanja smanje zatvorsku kaznu za 5 % – 10 %. Na slobodu je pušten 18. veljače 2013. U Italiji je njegovo oslobađanje obrazloženo lošim zdravljem, a odmah nakon puštanja protjeran je iz države.

## Suđenje u Zagrebu
Tuta se nakon oslobođenja iz zatvora vratio u Hrvatsku stigavši u zrakoplovom u Split. Nakon što je stigao u Hrvatsku, Tutu je dočekao nedovršeni sudski postupak zbog pred Županijskim sudom u Zagrebu zbog otmice Roberta Nosića 1993. i pokušaja ubojstva Damira Brekala 1995. Postupak protiv Tute vodi sudac Ivan Turudić. Ročište je trebalo biti održano u ožujku 2013., no Tutin branitelj Željko Žganjer tražio je odgodu suđenja sredinom mjeseca kako bi se upoznao sa spisima. Suđenje je ponovno bilo odgođeno sredinom travnja jer je Tužiteljstvo izmijenilo optužnicu zbog usklađivanja starog i novog Kaznenog zakona, pa je morala zbog zastare biti odbačeno terećenje Tute da je za kazneno djelo koje se tereti počinio sudjelujući u skupini. Tuti je suđenje počelo 26. travnja 2013., a na prvom ročištu je odbacio sve optužbe.
Tutu se tereti ga se da je 24. studenog 1993. u Mostaru kao zapovjednik Kažnjeničke bojne s najmanje 50 naoružanih i nepoznatih pripadnika postrojbe došao pred zgradu PU Mostar. Tamo su, navodno, prijeteći ubojstvom, razoružali policajce i tražili Roberta Nosića, privremeno pritvorenog zbog sumnje da je ubio vojnika Kažnjeničke bojne. Nakon neuspješne potrage, Tuta je s kažnjenicima, prema optužnici, otišao pred zgradu Vojne policije vodeći sa sobom jednog policajca kao taoca, gdje su također razoružali zatečene osobe prijeteći im ubojstvom. Potom su iz zgrade izveli Nosića i zapovjednika Vojne policije kao osiguranje, koji je ubrzo pušten. Nosić je, kako navodi optužnica, odveden u Istočni Mostar gdje su prema njemu zapucali nakon što su ga pustili, međutim, prema Nosiću su zapucali i muslimanski vojnici, te se smatra kako je poginuo u toj paljbi. Tutu se uz to u optužnici tereti da je 19. travnja 1995. u Širokom Brijegu u prostorijama Zapovjedništva Kažnjeničke bojne zlostavljao Damira Brekala, zapovjedivši njegovo ubojstvo. Brekalo je zadobio metak u glavu, no zahvaljući liječničkoj intervenciji spašen mu je život. Međutim, svjedoci su negirali da je Tuta ikada zapovjedio Brekalovo ubojstvo. Tuta je siječnju 2015. trebao iznijeti svoju obranu.
Tuta je osuđen na tri i pol godine zatvora za poticanje na ubojstvo Damira Brekala, dok je istovremeno oslobođen optužbe za poticanje na ubojstvo Roberta Nosića. Na sjednici održanoj u siječnju 2020., Vrhovni sud odbio je i žalbu optuženika i državnog odvjetništva te je prvostupanjska presuda protiv Naletilića postala pravomoćna.
Preminuo je u Mostaru 17. prosinca 2021. godine.